# اچ‌ام‌اس ام۲۳
اچ‌ام‌اس ام۲۳ (به انگلیسی: HMS M23) یک کشتی بود که طول آن ۱۷۷ فوت ۳ اینچ (۵۴٫۰۳ متر) بود. این کشتی در سال ۱۹۱۵ ساخته شد.